# Rhodésie du Nord-Ouest
1891–1899
Entités suivantes :
- Barotseland-Rhodésie du Nord-Ouest

La Rhodésie du Nord-Ouest (en anglais : North-Western Rhodesia) est le nom donné de 1891 à 1899 à un protectorat administré par la British South Africa Company. Le territoire de la Rhodésie du Nord-Ouest correspond à la moitié ouest de l'actuelle Zambie jusqu'à la rivière Kafue. La capitale de la région était Kalomo.
En 1899, un décret en conseil de la reine Victoria fusionne la Rhodésie du Nord-Ouest avec le Barotseland, pour former le Barotseland-Rhodésie du Nord-Ouest.
Administré au nom de la compagnie par Patrick William Forbes de 1895 à 1897, il revint, à partir de 1907, à Sir Robert Codrington de proposer et organiser la fusion administrative du territoire avec la Rhodésie du Nord-Est. Celle-ci fut effective en 1911 avec la fondation de la Rhodésie du Nord, actuelle Zambie. 